# Igor Belooussov

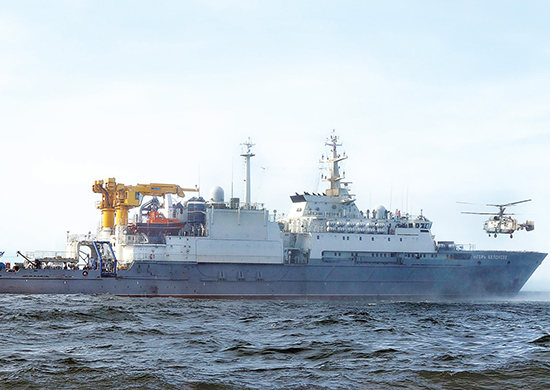

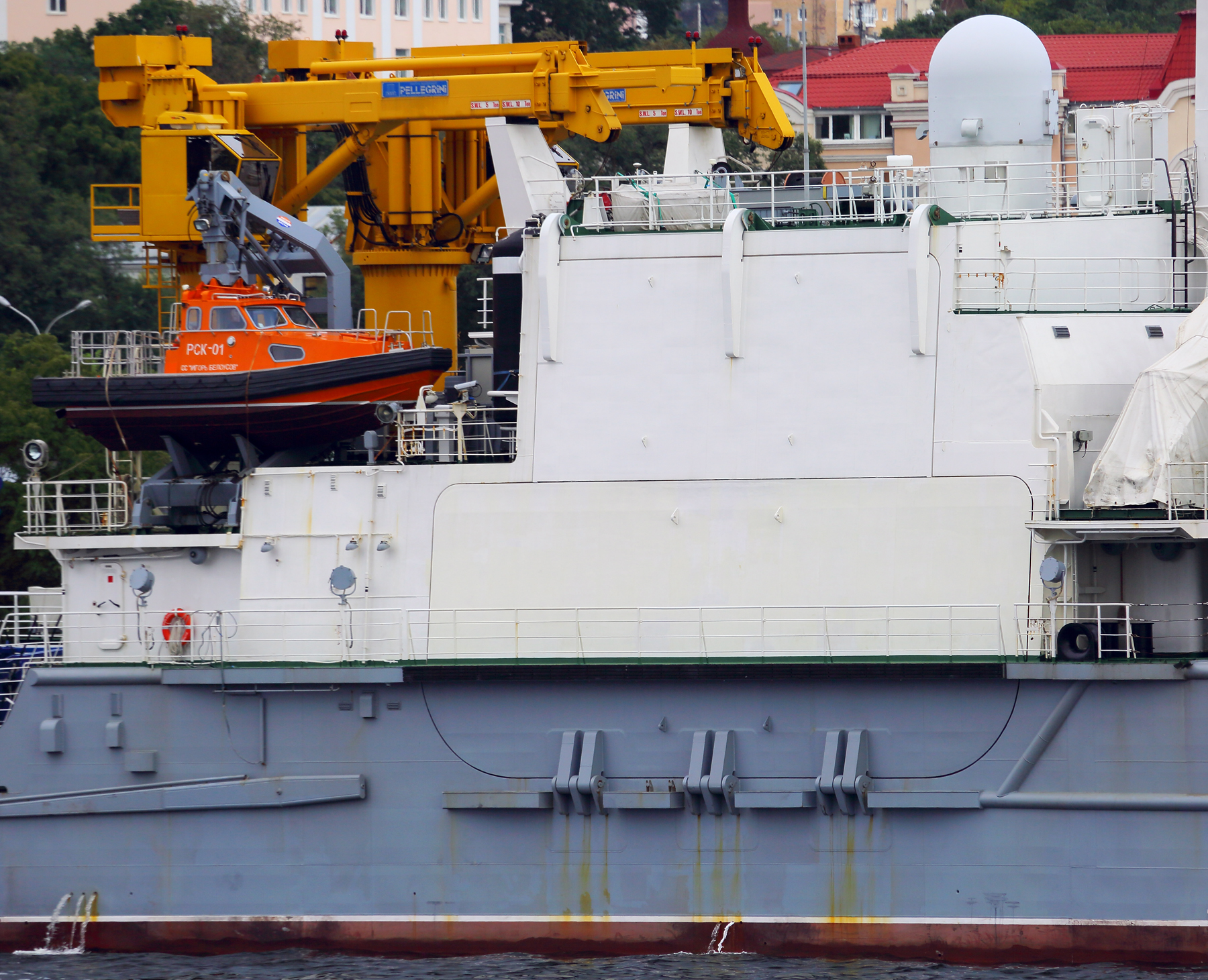

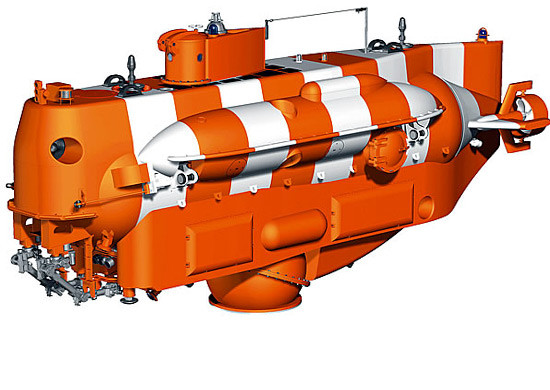
sous-marin de sauvetage de classe Bester

Pour les articles homonymes, voir Belooussov.
L'Igor Belooussov est le nom d'un navire de sauvetage de la marine russe, incorporé à la flotte du Pacifique. Il est nommé d'après un ancien vice-Premier ministre soviétique, Igor Belooussov.

## Description
Ce navire transporte deux sous-marins de sauvetage, de classe Priz ou de classe Bester.